# Saint-Froult
Saint-Froult is een gemeente in het Franse departement Charente-Maritime (regio Nouvelle-Aquitaine) en telt 259 inwoners (2005). De plaats maakt deel uit van het arrondissement Rochefort.

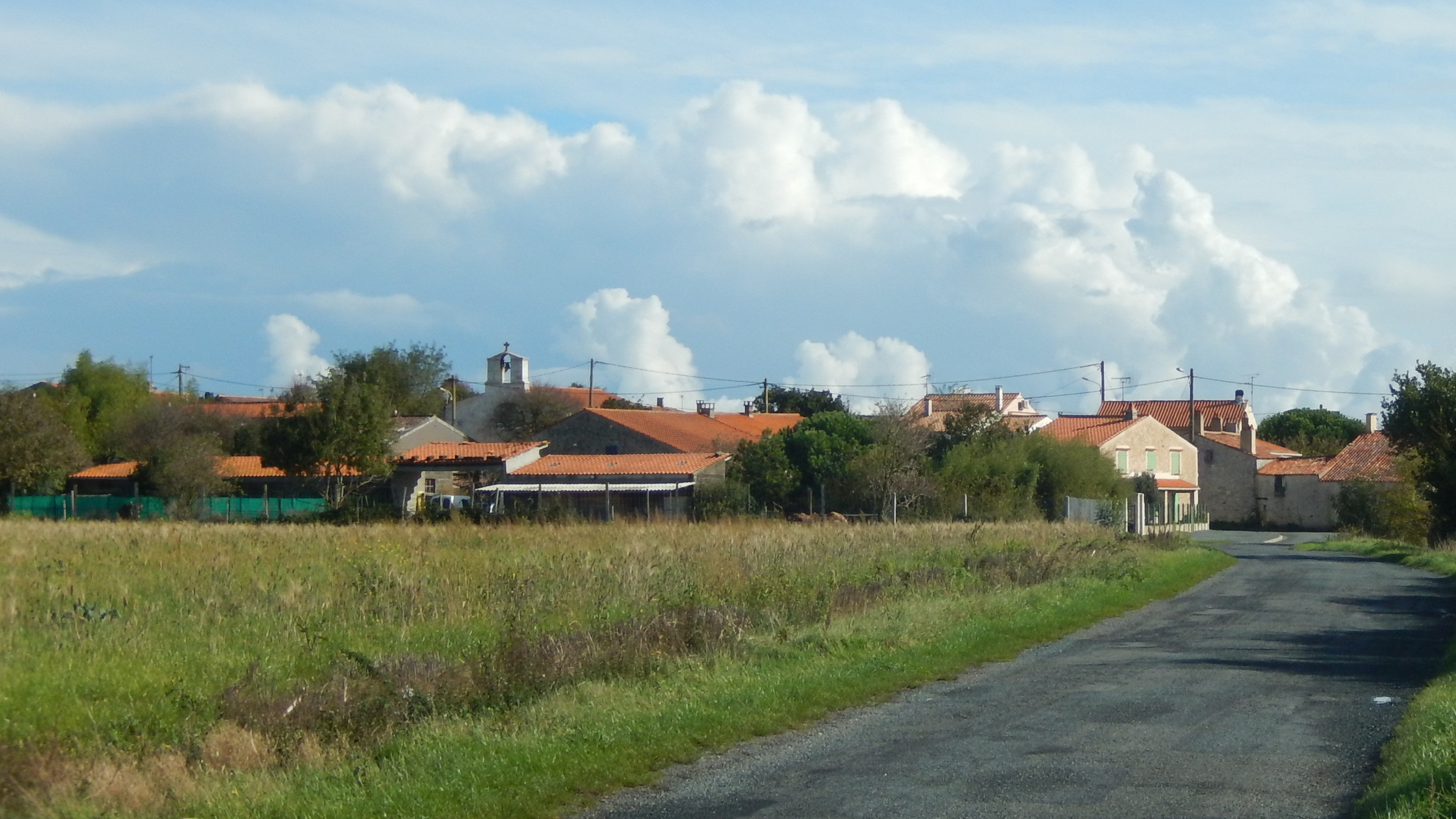
Saint-Froult
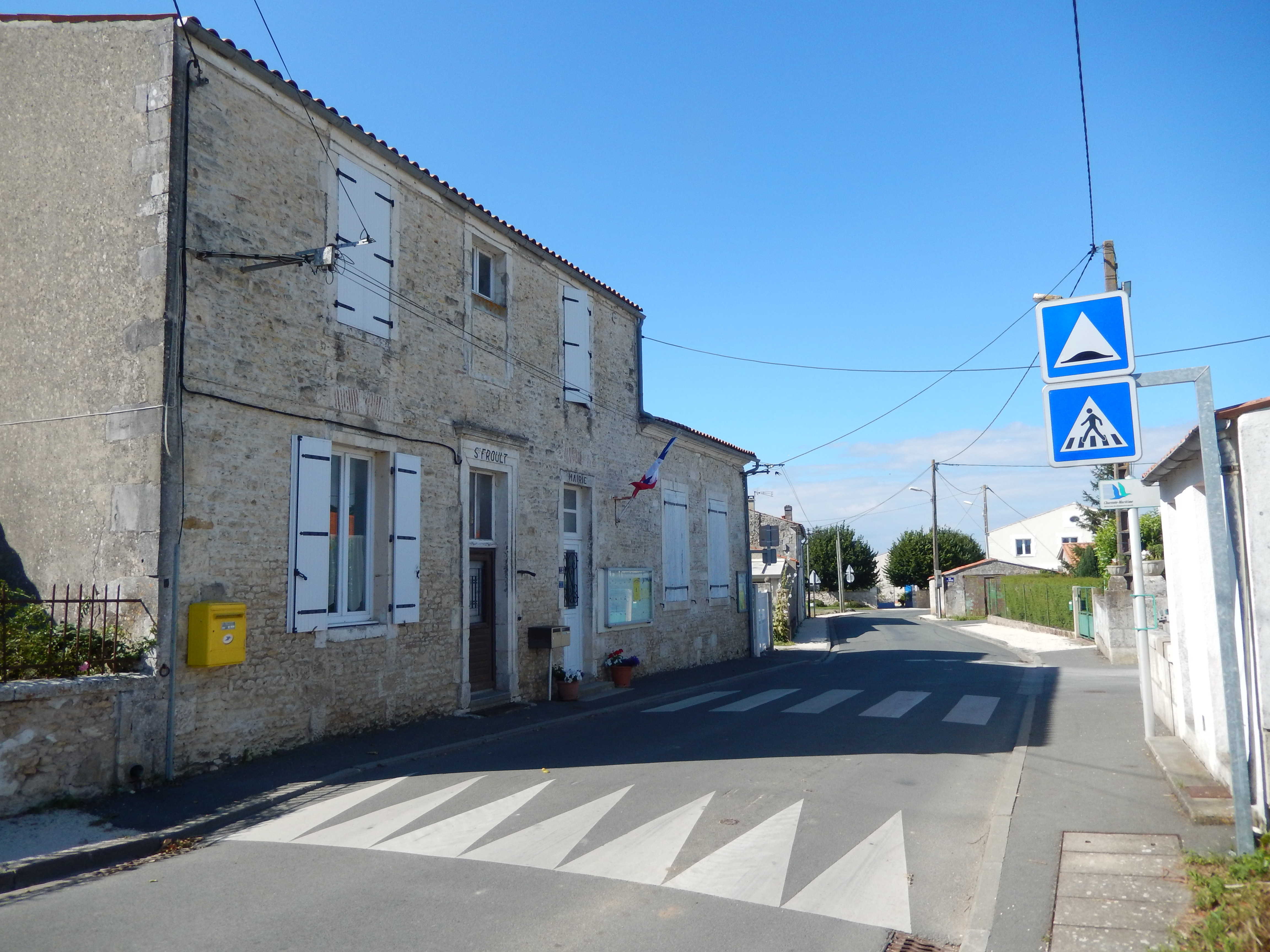
Rue de l'Europe in Saint-Froult
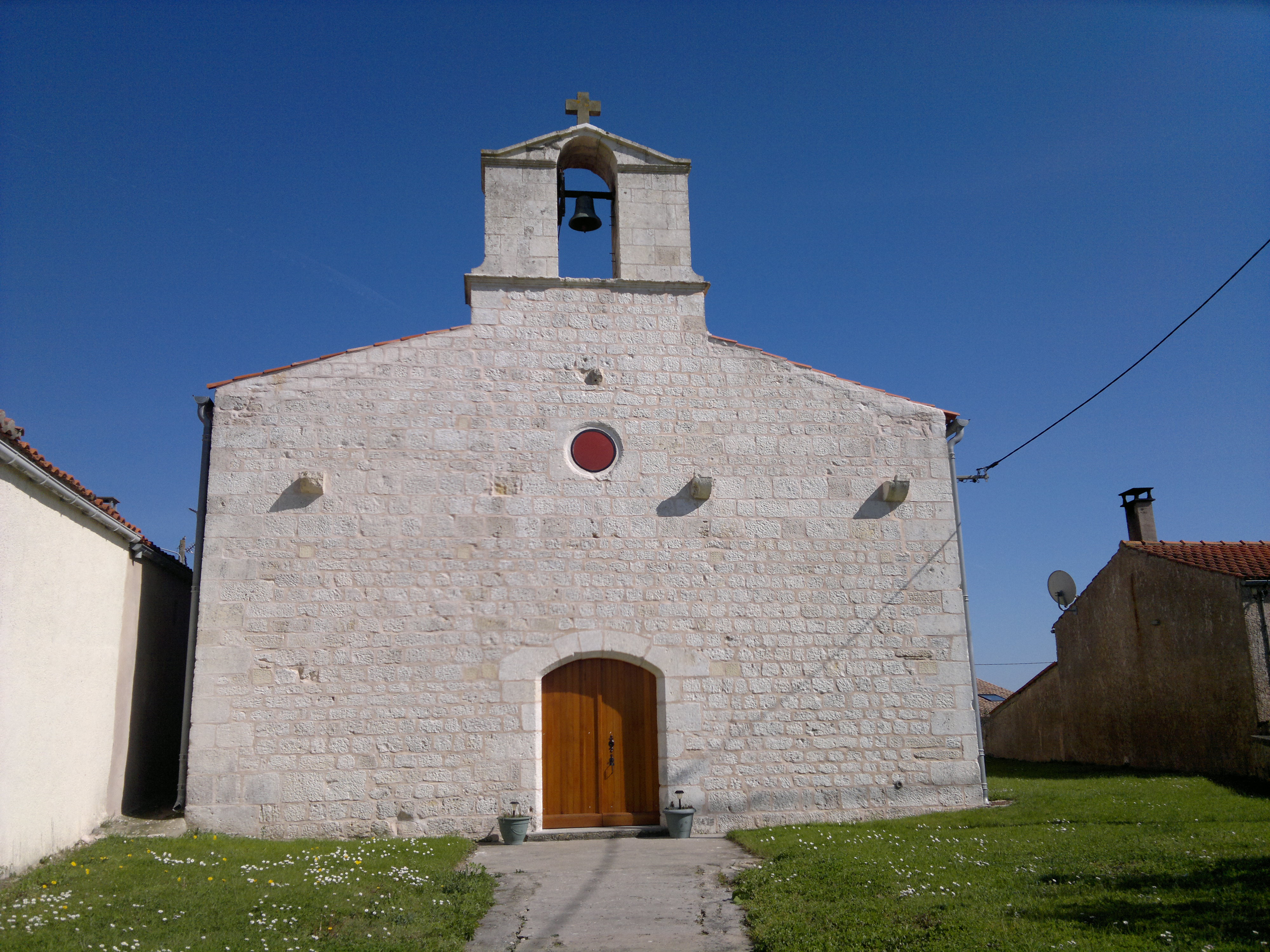
Kerk van Saint-Froult

## Geografie
De oppervlakte van Saint-Froult bedraagt 6,4 km², de bevolkingsdichtheid is 40,5 inwoners per km².
De onderstaande kaart toont de ligging van Saint-Froult met de belangrijkste infrastructuur en aangrenzende gemeenten.

## Demografie
Onderstaande figuur toont het verloop van het inwonertal (bron: INSEE-tellingen).